# Kadu Barreto
Carlos Eduardo Barreto Silva (Valinhos, 8 de agosto de 1994 é um voleibolista indoor brasileiro atuante na posição de ponteiro, com marca de alcance de 348 cm no ataque e 340 cm no bloqueio, conquistando pela Seleção Brasileira a medalha de prata nos Jogos Pan-Americanos de 2015 e na edição do Campeonato Mundial de 2018 realizado na Itália e Bulgária.

## Carreira
Com passagens pelas categorias de base do EC Pinheiros permanecendo de 2009 a 2012, e em 2012, na a categoria juvenil, representou a Seleção Brasileira na pré-temporada na Government Cup, realizada na cidade de Úrmia,Irã, ocasião que obteve o título, mesmo feito obtido com a seleção na edição da Four Nations Cup de 2012, sediado na cidade de Kladovo, na Sérvia, também em 2012 foi convocado para disputar a edição da Copa Pan-Americana Sub-23 na cidade canadense de Langley, e nesta edição alcançou a medalha de ouro; e nesta jornada voltou a integrar o elenco juvenil da seleção, cujo técnico era Leonardo Carvalho, obtendo a medalha de ouro no Campeonato Sul-Americano Juvenil, este sediado em Saquarema, no Brasil.
Na jornada esportiva 2012-13 foi contratado pelo clube Olympico/Martminas/Uptime, período que disputou a Superliga Brasileira B de 2013 e a equipe finalizou apenas na quarta posição.
Na temporada de 2013 foi convocado para Seleção Brasileira para disputar o Campeonato Mundial Juvenil, desta vez sediado nas cidades turcas de Ankara e Izmir, vestiu a camisa #18, participou da equipe que sagrou-se medalhista de prata nesta edição. Transferou-se para o Sada Cruzeiro Vôlei  na jornada 2013-14, disputou a edição da Superliga B 2014 pelo clube que utilizou a alcunha Sada/Funec/Contagem, composto pelas categorias de base infantojuvenil e juvenil, mesmo assim competindo com elencos adultos fizeram a melhor campanha da primeira fase, por decisão do STJD a equipe foi impedida de disputar o terceiro jogo da fase semifinal por escalação irregular de atletas, sendo desclassificada, finalizando na terceira posição, no período 2014-15,  representou o Sada Cruzeiro, este utilizou a alcunha Sada Cruzeiro UNIFEMM, na edição da Superliga Brasileira B 2015, foi o capitão da equipe que conquistou o título desta edição.
Também foi convocado para a Seleção Brasileira para disputar a primeira edição do Campeonato Sul-Americano Sub-22, mais tarde chamaria Sub-23, realizado na cidade Saquarema, não integrando o elenco de doze atletas que conquistou a medalha de ouro; pelo Sada Cruzeiro participou da edição do Campeonato Mundial de Clubes sediado em Betim, vestindo a camisa #20 obtendo a inédita medalha de ouro em sua carreira.
Em 2015 foi convocado para Seleção Brasileira Sub-23 e  também participou dos treinamentos com a seleção principal para esta temporada e disputou a edição do Campeonato Mundial Sub-23 de 2015 em Dubai, nos Emirados Árabes Unidos, vestindo a camisa#10 encerrou na quinta colocação e no mesmo ano atuou pela Seleção Brasileira  para disputar os Jogos Pan-Americanos em Toronto e conquistou a medalha de prata; neste mesmo ano conquistou pela Seleção Brasileira de Novos a medalha de ouro na Copa Pan-Americana em Reno.
Na sequência, reforçou o elenco do Montes Claros Vôlei que conquistou o bronze no Campeonato Mineiro de 2015 e disputou a Copa Brasil de 2016 em Campinas, encerrando na oitava colocação; e atuando na Superliga Brasileira A 2015-16 encerrou na quinta posição. registrando 287 pontos, destes 257 de ataques, 11 de saques e 23 de bloqueios.
Nas competições de 2016-17 passa atuar no voleibol italiano pela equipe Tonno Callipo Vibo Valentia e renovou com a mesma equipe para a jornada 2018-19, sendo que na primeira temporada foi suspenso por utilizar uma substância proibida, apos exame antidoping ter resultado positivo para clostebol, época que já despertava o interesse do atual técnico da seleção brasileira, Renan Dal Zotto. Em 2018 foi convocado para seleção principal e disputou a edição do Campeonato Mundial sediado na Itália e Bulgária, párticipando da conquista da medalha de prata.

## Títulos e resultados
- Superliga Brasileira-Série B:2015[14]
- Superliga Brasileira B:2014[12]
- Superliga Brasileira B:2013[6]
- Torneio Internacional Government Cup:2012
- Four Nations Cup:2012
- Campeonato Mineiro:2015[24]

## Premiações individuais
- Melhor ponteiro dos Jogos Pan-Americanos de 2019